# Cousinea keeleyi
Cousinea keeleyi là một loài nhện trong họ Oonopidae.
Loài này thuộc chi Cousinea. Cousinea keeleyi được Michael Saaristo miêu tả năm 2001.